# 백승주 (1976년)
백승주(白承珠, 1976년 7월 5일~)는 대한민국 한국방송공사 29기 공채 아나운서이며, 현재는 아나운서실 글로벌 사업부장이다.

## 학력
- 구룡포초등학교 졸업
- 포항여자중학교 졸업
- 포항여자고등학교 졸업
- 한양대학교 ERICA캠퍼스 독어독문학 학사(1995학번)
- 한양대학교 대학원 교육학 석사

## 경력
- 2001년 1월~2002년 12월 31일 삼척문화방송 아나운서
- 2003년~KBS 29기 공채 아나운서 KBS 아나운서실 글로벌 사업부장
- 2007년 4월 24일: '2007 KBS TV 봄 프로그램 개편 설명회' 의 KBS 아나운서 참여 및 참석
- 2008년 9월 디지털국토엑스포 홍보대사
- 2012년 1월 경기도 도서관 홍보대사
- 2012년 5월 메이크어워시 홍보대사
- 2014년 4월 한의학 홍보대사

## 라디오 방송
- 2004년~2005년: KBS 2FM - 3시와 5시 사이
- 2005년~2008년: KBS 쿨FM - 상쾌한 아침
- 저녁의 명화 이야기
- 2014년~: KBS 클래식FM - FM 풍류마을

## 수상
- 2014년 제51회 저축의 날 국무총리 표창
- 2014년 제20회 대한민국 연예예술상 TV진행상
- 2020년 아나운서협회 황금메아리상